# Juin 1902

## Événements
- 6 juin, France : le radical Émile Combes devient président du Conseil.

- 7 juin : gouvernement Émile Combes (fin le 18 janvier 1905).

- 23 - 26 juin : programme libéral modéré élaboré lors d’une réunion informelle de présidents de Zemstvos à Moscou.

- 27 juin, France :
  - Le décret Combes fait fermer de plus de 2500 écoles confessionnelles en France.
  - La durée du temps de travail est réduite en France à 10 heures et demie par jour pour les hommes contre 12 heures depuis 1848.

- 28 juin : renouvellement de la Triple-Alliance.

## Naissances
- 1er juin : troyes
  - Siegfried Balke, chimiste allemand († 11 juin 1984).
  - Léopold Escande, ingénieur français, académicien († 1980)
- 4 juin : Charles Moureaux, homme politique belge († 2 août 1976).
- 14 juin : 
  - Léon-Éli Troclet, homme politique belge († 30 avril 1980).
  - Justin Pennerath, prêtre et résistant français pendant la Seconde Guerre mondiale († 25 novembre 1944).
- 16 juin : 
  - Clarence Edward Beeby, pédagogue et diplomate néo-zélandais († 10 mars 1998).
  - Louis Delannoy, coureur cycliste belge († 7 février 1968).
- 19 juin : Barbara McClintock, scientifique américaine, éminente cytogénéticienne, prix Nobel de médecine en 1983 († 2 septembre 1992).
- 21 juin : Howie Morenz, joueur de hockey canadien († 1937).
- 27 juin : Camille Van De Casteele, coureur cycliste belge († 12 février 1961).

## Décès
- 3 juin : Vital-Justin Grandin, missionnaire français.
- 11 juin : Ali III Bey, bey de Tunis (° 14 août 1817).